# Jaildo Marinho
 (janvier 2021).
La mise en forme du texte ne suit pas les recommandations de Wikipédia : il faut le « wikifier ».
Les points d'amélioration suivants sont les cas les plus fréquents. Le détail des points à revoir est peut-être précisé sur la page de discussion.
- Les titres sont pré-formatés par le logiciel. Ils ne sont ni en capitales, ni en gras.
- Le texte ne doit pas être écrit en capitales (les noms de famille non plus), ni en gras, ni en italique, ni en « petit »…
- Le gras n'est utilisé que pour surligner le titre de l'article dans l'introduction, une seule fois.
- L'italique est rarement utilisé : mots en langue étrangère, titres d'œuvres, noms de bateaux, etc.
- Les citations ne sont pas en italique mais en corps de texte normal. Elles sont entourées par des guillemets français : « et ».
- Les listes à puces sont à éviter, des paragraphes rédigés étant largement préférés. Les tableaux sont à réserver à la présentation de données structurées (résultats, etc.).
- Les appels de note de bas de page (petits chiffres en exposant, introduits par l'outil «  Source ») sont à placer entre la fin de phrase et le point final[comme ça].
- Les liens internes (vers d'autres articles de Wikipédia) sont à choisir avec parcimonie. Créez des liens vers des articles approfondissant le sujet. Les termes génériques sans rapport avec le sujet sont à éviter, ainsi que les répétitions de liens vers un même terme.
- Les liens externes sont à placer uniquement dans une section « Liens externes », à la fin de l'article. Ces liens sont à choisir avec parcimonie suivant les règles définies. Si un lien sert de source à l'article, son insertion dans le texte est à faire par les notes de bas de page.
- La présentation des références doit suivre les conventions bibliographiques. Il est recommandé d'utiliser les modèles {{Ouvrage}}, {{Chapitre}}, {{Article}}, {{Lien web}} et/ou {{Bibliographie}}. Le mode d'édition visuel peut mettre en forme automatiquement les références.
- Insérer une infobox (cadre d'informations à droite) n'est pas obligatoire pour parachever la mise en page.

Pour une aide détaillée, merci de consulter Aide:Wikification.
Si vous pensez que ces points ont été résolus, vous pouvez retirer ce bandeau et améliorer la mise en forme d'un autre article.
Pour les articles homonymes, voir Marinho.
Jaildo Marinho, né le 26 octobre 1970 à Santa Maria da Boa Vista est un sculpteur et peintre franco-brésilien dont l'œuvre se situe dans la mouvance de l'abstraction géométrique et de l'art construit contemporain. Le marbre est son matériau de prédilection. Il travaille entre la France, le Brésil et les États-Unis.

## Biographie
Jaildo Marinho est né le 26 octobre 1970 à Santa Maria da Boa Vista, petite ville située dans l’État du Pernambouc, au Nord-Est du Brésil. Il travaille dès l'enfance de 1982 à 1986 dans un centre d’étude de gemmes et de minéraux dirigé par le gouvernement du Pernambouc. À 19 ans, il suit le cours du sculpteur João Batista Queiroz à l’Universidade Federal de Pernambouc : il y apprend la fonderie, les diverses techniques de taille et de modelage.
Jaildo Marinho rencontre dès ses premières années parisiennes Michel Seuphor qui aura une influence déterminante sur la suite de sa carrière. Ces mêmes années parisiennes de Jaildo Marinho sont également marquées par les rencontres d’artistes aînés d’origine sud-américaine installés depuis les années 1950 dans la capitale française, tels que Jesús Rafael Soto, Carmelo Arden Quin, Narciso Debourg et Cícero Dias qui soutient sa carrière.
Dès 1996, Jaildo Marinho participe régulièrement au Salon des Réalités Nouvelles et au salon Grands et Jeunes d’Aujourd’hui. Il devient professeur à l’ADAC – Atelier de sculpture et de fonderie d’Art de la Ville de Paris et effectue des moulages pour le Musée du Louvre.
Il bénéficie de sa première exposition personnelle chez Claude Dorval, galerie proche du mouvement MADI, mouvement auquel Jaildo Marinho se rallie en 2003 tout en gardant une voie personnelle dédiée principalement au travail sur le vide et sur des formes qui défient les lois de la pesanteur. Il expose à partir de 2009 à la Galerie Nery Marino puis chez Meyer Zafra, pour ensuite rejoindre l'écurie de la Galerie de Denise René.
Il est membre fondateur en 2004 du Museu Madi (pt) dans la ville de Sobral au Brésil. La même année la Ville de Paris lui commande un Projet inédit d’encadrements colorés pour les fenêtres de la façade de la Bibliothèque Historique de la Ville de Paris.
En 2017 le Musée d’Art Moderne de Rio de Janeiro lui consacre une exposition : Cristalizaçao. Les œuvres de Jaildo Marinho sont visibles dans plusieurs collections publiques. 

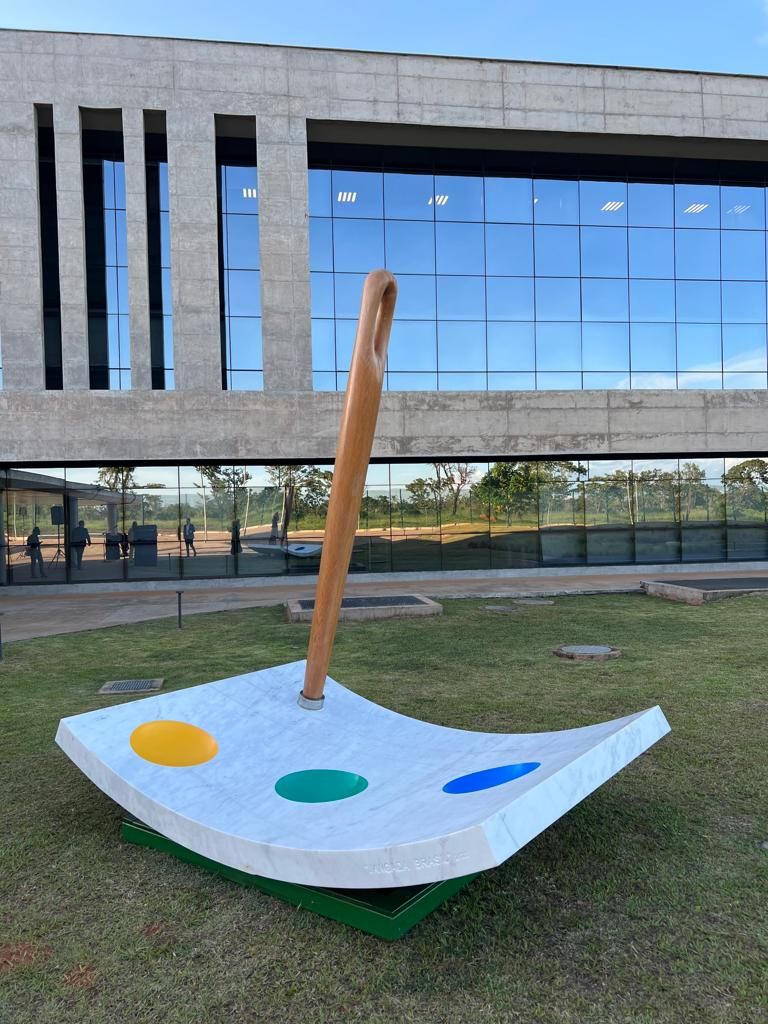
Jaganda Brasil de Jaildo Marinho devant le Tribunal de Contas da União dans la ville de Brasilia

En novembre 2022 Jaildo Marinho inaugure à Rio de Janeiro une sculpture monumentale de 7 mètres de haut Jangada Brasil  aux couleurs du Brésil crée pour le sommet de l'association internationale des cours de comptes, l'œuvre est définitvement installée devant le siège du Tribunal de Contas da União dans la ville de Brasilia, pour fêter les 130 ans d'existence du Tribunal. 
Du 14 mai 2023 au 03 septembre 2023, la Maison Louis Carré lui a consacré une exposition intitulée Courbes, les sculptures de Jaildo Marinho en dialogue avec l’architecture et le mobilier d’Alvar Aalto.

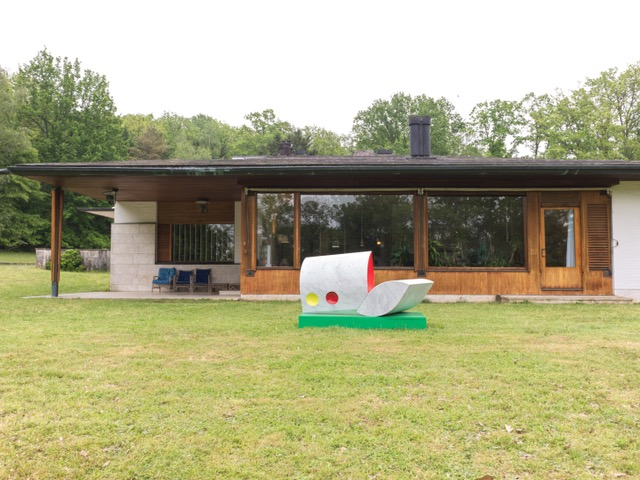
Occhio-Stela de Jaildo Marinho devant la maison Louis Carré construite par Alvar Aalto

## Œuvres principales
Jaildo Marinho travaille par série, de sorte qu'il est possible de distinguer de manière non exhaustive dans sa production des ensembles et des sous-ensembles de formes :
Sculptures
- La série Stela avec des carrés sur carrés, rectangles sur rectangles
- La série Navette en forme de navettes
- La série Jangada qui évoque les embarcations traditionnelles fluviales et maritimes brésiliennes
- La série des Dés ou blocs de marbre animés par des cercles colorés
- La série des Cristalisations
- La série des Mouvements Intensifs dans laquelle chaque sculpture contient un élément mobile et pivotant
- La série Tijolos en forme de demi-cylindres pleins

Peintures
- La série des Vides Obliques
- La série des Couleurs Célestes

## Expositions personnelles
- 2023 Jaildo Marinho, Courbes, les sculptures de Jaildo Marinho en dialogue avec l’architecture et le mobilier d’Alvar Aalto. Maison Louis Carré[6] (Yvelines, France).
- 2023 Jaildo Marinho Cristalização et Natureza Noturna à l'Instituto Ricardo Brennand, Récife (Brésil)[7].
- 2018 Jaildo Marinho, Origens[8] à la Pinakotheke Cultural de Rio de Janeiro et à la Galeria Multiarte à Fortaleza[9].
- 2017 :  Jaildo Marinho, Cristalizaçao[3] au Musée d’Art Moderne de Rio de Janeiro[10].
- 2015 : Jaildo Marinho, Blanc, Rouge de Meudon au Centre d’art et de culture de la Ville de Meudon (France).
- 2014 : Jaildo Marinho, Navette dans l'Espace Meyer Zafra à Paris (France).
- 2013 : Jaildo Marinho, Empty Orange[11] - Durban Signing Gallery à Miami (USA).
- 2012 Jaildo Marinho Le Vide Oblique[12] à la Maison de l’Amérique Latine de Paris, Jaildo Marinho présente des sculptures monumentales en marbre.
- 2012 : Jaildo Marinho, Rétrospective à la Pinakotheke Cultural de Rio de Janeiro[13].
- 2012 : Jaildo Marinho, Œuvre récentes - Galerie Nery Marino - Paris (France).
- 2010 : Jaildo Marinho, Galeriiiz L- Vystavnou Salou - Univerzitnej Kniznice –Bratislave (Slovaquie).
- 2010 : Jaildo Marinho, Hungarian Academy of Sciences Centre for Regional Studies – Gÿor (Hongrie).
- 2009 : Jaildo Marinho, Structures Ouvertes - Galerie Nery Marino - Paris (France).
- 2008 : Jaildo Marinho, Instalaçao/Bricolages - Hommage à Claude Lévi-Strauss - Fundaçao Joaquim Nabuco - Recife (Brésil).
- 2007 : Jaildo Marinho, Portas para Brasilia - Espaço Cultural Marcantonio Vilaça - Brasilia (Brésil).
- 2006 : Jaildo Marinho, Portes pour Bercy - Palais Omnisports de Paris Bercy - Paris (France).
- 2005 : Jaildo Marinho, Exposition Galerie Nery Marino – Paris (France).
- 2004 : Jaildo Marinho, Derrière les Tableaux.[14] Projet d’encadrement colorés pour les fenêtres de la façade de la Bibliothèque historique de la ville de Paris.
- 2004 : Jaildo Marinho, Casa do Brasil – Madrid (Espagne).
- 2003 :  Jaildo Marinho, Galeria JG Arte Visual - Fortaleza (Brésil).
- 2003 : Jaildo Marinho, Centre Culturel Franco-Brésilien - Paris (France).
- 2002 : Jaildo Marinho, MAC - Museu de Arte Contemporânea de Pernambuco – Olinda (Brésil).
- 2002 : Jaildo Marinho, The Ronald Reagan Building and International Trade Center – Washington-DC (USA).
- 2001 : Jaildo Marinho, Galerie Claude Dorval – Paris (France).
- 2000 : Jaildo Marinho, Museu Coripos –Santa Maria da Boa Vista (Brésil).
- 2000 : Jaildo Marinho, Galerie ADAC –Paris (France).
- 1999 : Jaildo Marinho, Centre Culturel Franco-Brésilien-Paris (France).
- 1999 : Jaildo Marinho, Concert-Sculpture, salle multimédia de l'ADAC-Paris (France).
- 1998 : Jaildo Marinho, Galerie Debret-Paris (France).
- 1998 : Jaildo Marinho, Galeria Tenda Arte –Petrolina (Brésil).
- 1996 : Jaildo Marinho, Château de Montaigut-le-Blanc (France).
- 1995 : Jaildo Marinho, Galeria Tenda Arte – Petrolina (Brésil).
- 1992 : Jaildo Marinho, Espaço Cultural Caixa Economica Federal - Recife (Brésil).

## Expositions collectives
- 2018 : Espace Oblique - Galerie Denise René - Paris (France). Carré Latin - Jardin du Palais Royal – Paris (France). ArtRio - Galeria PinaKotheke Cultural - Rio de Janeiro (Brésil). 9 Sculptors – Types of Abstraction - Durban Signini Gallery - Miami (USA). Museu da Industria -  6° Ediçao do Prêmio CNI - SESI - Senai Marco Antonio Vilaça -Fortaleza (Brésil). Palm Beach Modern + Contemporary 2018 -Durbain Segnini Gallery-Miami (USA). Mac Centro Cultural Oscar Niemeyer - 6° Ediçao do Prêmio Marco Antonio Vilaça-Goiania (Brésil).
- 2008 : Satoru Sato Museum au Japon[15], exposition collective d'inauguration du musée Satoru Sato.
- 2005 : Grande installation « Portes » lors d'une exposition collective au Palais de La Porte Dorée, prolongée en 2006 dans le Palais Omnisports de Paris Bercy. Discover Brazil. Ludwig Museum. Koblenz (Allemagne).

## Œuvres exposées au sein de collections publiques
- États-Unis :
  - Geométric MADI - Museum of Geométric and MADI Art - Dallas USA[16]. Œuvre : Lignes Obliques no 7, datée de 1999 - Acrylique sur bois - 45 × 28 × 4 cm.
- Japon :
  - Satoru Sato Museum – Tomé  - Japon. Œuvre : Lignes Obliques, datée de 1999 - Acrylique sur bois - 100 × 100 × 6 cm.
- Argentine:
  - MACLA - Museo de Arte Contemporaneo Latinoamericano[17]. Œuvre : Composition carré noir, datée de 2001 en acier peint 110 × 120 × 150 cm (publiée en 2005 dans MADI International Patrimonial Collection - Page 94 - Libro impresso por Tribalwerks /Ediciones).
- Brésil : 
  - Tribunal de Contas da União dans la ville de Brasilia[4]: Œuvre : Jangada Brasil  aux couleurs du Brésil crée pour le sommet de l'association internationale des cours de comptes, l'œuvre de 7 mètres de haut est définitivement installée en 2022 pour fêter les 130 ans d'existence du Tribunal.
  - Fondation Edson Queiroz - UNIFOR (Fundaçao Edson Queiroz - UNIFOR) : Œuvre : Vide baroque, datée de 2004 - 2012 - Marbre de Carrare- 135 × 240 × 90 cm (publiée en 2018 dans le catalogue : Coleçao Fundaçao Edson Queiroz volume II[18].
  - Collection Airton Queiroz - Fortaleza - Ceará. Œuvre : Muro, datée de 2013 - Acrylique et marbre de Carrara 205 × 161 × 75 cm (publiée par Ediçoes Pinakotheke - page 363 –  (ISBN 978-85-7191-094-2).
  - TCU Brésil cour suprême des comptes.
- France :
  - Maison de L’Amérique Latine à Paris. Œuvre : Indios, marbre blanc de Carrare et acrylique de 2014 - 270 × 100 × 60 cm.
  - Collection RAJA Art - Exposition permanente au Siège européen de RAJA, Paris Nord II[19]. Œuvre :  Palette datée de 2013 en marbre de Carrare et acrylique - 90 × 120 cm (publiée dans le Catalogue d’art contemporain, La collection RAJA Art 2016 – page 10).
  - Villa Datris[20]. Œuvre : Tres Stelas
- Liban :
  - Ville de Aley au Liban. UNESCO. The third International Symposium for Sculpture[21]. Œuvre: Três Iinhas para Aley, datée de 2001 marbre blanc de Carrare 680 × 400 × 400 cm.
- Venezuela :
  - Musée d’Art Contemporain Francisco Narvaez – Porlamar.

## Prix et récompenses
- 1995 Médaille d'or au Mahares Festival en Tunisie. Malta Biennial Sculpture Award.
- 2023 Grand collier du mérite remis par le Tribunal de Contas da União à Brasilia.

## Télévision
Couverture de la rétrospective de 2012 à la Pinakotheke Cultural de Rio de Janeiro sur le journal télévisé quotidien de la chaîne O Globo.